# Адміністративний устрій Голопристанського району
Адміністративний устрій Голопристанського району — адміністративно-територіальний поділ Голопристанського району Херсонської області на 3 сільські громади та 15 сільських рад, які об'єднують 51 населений пункт та підпорядковані Голопристанській районній раді. Адміністративний центр — місто Гола Пристань, що є містом обласного значення і до складу району не входить.

## Список радГолопристанського району
| №  | Назва                             | Центр                | Населені пункти                                                          | Площа км² | Місце за площею | Населення (2001), чол. | Місце за населенням | Розташування |
| -- | --------------------------------- | -------------------- | ------------------------------------------------------------------------ | --------- | --------------- | ---------------------- | ------------------- | ------------ |
| 1  | Бехтерська сільська рада          | с. Бехтери           | с. Бехтери с. Новочорномор'я                                             |           |                 |                        |                     |              |
| 2  | Великокардашинська сільська рада  | с. Велика Кардашинка | с. Велика Кардашинка с. Кардашинка с. Кохани с. Мала Кардашинка          |           |                 |                        |                     |              |
| 3  | Геройська сільська рада           | с. Геройське         | с. Геройське                                                             |           |                 |                        |                     |              |
| 4  | Гладківська сільська рада         | c. Гладківка         | c. Гладківка с. Рідна Україна                                            |           |                 |                        |                     |              |
| 5  | Добропільська сільська рада       | c. Добропілля        | c. Добропілля с-ще Світанок с. Київка с-ще Новоселівка                   |           |                 |                        |                     |              |
| 6  | Долматівська сільська рада        | c. Долматівка        | c. Долматівка                                                            |           |                 |                        |                     |              |
| 7  | Збур'ївська сільська рада         | c. Збур'ївка         | c. Збур'ївка с. Берегове с. Комуна с. Облої                              |           |                 |                        |                     |              |
| 8  | Краснознам'янська сільська рада   | c. Краснознам'янка   | c. Краснознам'янка с. Вільна Україна с. Очаківське                       |           |                 |                        |                     |              |
| 9  | Круглоозерська сільська рада      | c. Круглоозерка      | c. Круглоозерка с. Більшовик                                             |           |                 |                        |                     |              |
| 10 | Малокопанівська сільська рада     | c. Малі Копані       | c. Малі Копані с. Буркути                                                |           |                 |                        |                     |              |
| 11 | Нововолодимирівська сільська рада | c. Нововолодимирівка | c. Нововолодимирівка с. Зеленотропинське с. Сліпушинське                 |           |                 |                        |                     |              |
| 12 | Новозбур'ївська сільська рада     | c. Нова Збур'ївка    | c. Нова Збур'ївка                                                        |           |                 |                        |                     |              |
| 13 | Новософіївська сільська рада      | c. Новософіївка      | c. Новософіївка с. Калинівка с. Петрівка                                 |           |                 |                        |                     |              |
| 14 | Новофедорівська сільська рада     | c. Новофедорівка     | c. Новофедорівка с. Залізний Порт                                        |           |                 |                        |                     |              |
| 15 | Олексіївська сільська рада        | c. Олексіївка        | c. Олексіївка                                                            |           |                 |                        |                     |              |
| 16 | Рибальченська сільська рада       | c. Рибальче          | c. Рибальче с-ще Виноградне с. Забарине                                  |           |                 |                        |                     |              |
| 17 | Садівська сільська рада           | c-ще Садове          | c-ще Садове с-ще Вільна Дружина с. Іванівка с. Індустріальне с. Пам'ятне |           |                 |                        |                     |              |
| 18 | Старозбур'ївська сільська рада    | c. Стара Збур'ївка   | c. Стара Збур'ївка                                                       |           |                 |                        |                     |              |
| 19 | Таврійська сільська рада          | c. Таврійське        | c. Таврійське с. Великий Клин                                            |           |                 |                        |                     |              |
| 20 | Чорноморська сільська рада        | c-ще Чорноморське    | c-ще Чорноморське с. Лиманівка с. Суворовка с. Чорноморські Криниці      |           |                 |                        |                     |              |
| 21 | Чулаківська сільська рада         | c. Чулаківка         | c. Чулаківка                                                             |           |                 |                        |                     |              |

* Примітки: м. — місто, с-ще — селище, смт — селище міського типу, с. — село